# آدم إمينكير
آدم إمينكير (بالإنجليزية: Adam Emmenecker)‏ مواليد 3 ديسمبر 1985 في ساغيناو، هو لاعب كرة سلة أمريكي. بدأ مسيرته الاحترافية في سنة 2008. يحمل الرقم 15. يبلغ طوله 6 قدم 1 بوصة (1.9 م). لعب مع سكايلاينرز فرانكفورت في الدوري الأمريكي للمحترفين. اعتزل اللعب في 2009.